# Пашинін Анатолій Анатолійович
Анатолій Анатолійович Пашинін (нар. 15 вересня 1978, Світловодськ, Кіровоградська область) — український актор театру та кіно.

## Життєпис

### Дитинство, юність
Народився 15 вересня 1978 року в Світловодську на Кіровоградщині. Його батьки — Анатолій Костянтинович та Світлана Анатоліївна Пашиніни — військові.
Дитинство провів у Запоріжжі, де закінчив школу. Як і більшість його однолітків, у дитинстві мріяв стати військовим моряком. У шкільні роки багато займався спортом — боксом, карате, і у віці 16 років здобув коричневий пояс. Після школи вступив відразу на два факультети Запорізького індустріального інституту: металургії та охорони навколишнього середовища і економічний. На 5-му курсі навчання поєднував з роботою у фірмі, у відділі маркетингу.
Переїхавши до Москви, вступив до ВТУ ім. Щепкіна. На першому уроці акторської майстерності педагог Римма Гаврилівна Солнцева запитала актора, навіщо він знову вирішив стати студентом, на що Пашинін відповів, що хоче слави.

### Акторська кар'єра
Свою першу роль отримав у епізоді фільму «Левова частка», а його першою головною роллю стала роль боксера Пашки в серіалі Краснопільського й Ускова «Провінціали», де Пашиніну стали в пригоді його спортивні навички, отримані в дитинстві. Наступною головною роллю актора стала роль негативного героя Міні у фільмі Євгенія Сєрова «Інструктор». Значної популярності Анатолію Пашиніну принесла роль простого сором'язливого хлопця Діми в серіалі Вадима Шмельова «Ундіна».
Для серіалу «Вогнеборці» Ісаака Фрідберга Анатолію, як і всім іншим акторам, довелося вивчити ази пожежної справи у професіоналів. Спілкування зі справжніми пожежниками і талант режисера дозволили в короткий термін зняти хороший серіал, зібравши «зірок», серед яких був і Анатолій Пашинін.
Ще одним професійним проривом актора є роль брутального і пристрасного Михайла у фільмі українського виробництва «Украдене щастя». Тут також мало значення, що актор знає і добре розмовляє українською мовою. На запитання газети «Известия в Украине» звідки в актора Анатолія Пашиніна досконале знання української мови, актор відповів:
| «Я знаю багато мов — сербську, польську, білоруську… Але спеціально нічого ніколи не вивчаю. Ту ж українську пізнавав слухаючи, вбираючи, спілкуючись. Я швидко «встрибую» у те мовне середовище, у якому перебуваю. Наприклад, в школі десять років вивчав англійську, а до пуття її так і не подужав. Але варто було на місяць виїхати на Мальту — почав говорити вільно. Все залежить від країни, в якій перебуваєш, і від спілкування з людьми. Я впевнений твердо: якщо ти кілька місяців живеш у країні, куди тебе запрошують зніматися, значить, зобов'язаний поважати її культуру, мову. Так у мене було в Сербії, у Польщі. При цьому я ніякий не поліглот. Родом з родини військових. Мама хоч і лікар, але «цілий підполковник», тато — кадровий військовий.»[2] Оригінальний текст (рос.) «Я знаю много языков — сербский, польский, белорусский… Но специально ничего никогда не изучаю. Тот же украинский познавал слушая, впитывая, общаясь. Я быстро «впрыгиваю» в ту языковую среду, в которой нахожусь. К примеру, в школе десять лет изучал английский, а толком его так и не осилил. Но стоило на месяц уехать на Мальту — начал говорить свободно. Все зависит от страны, в которой находишься, и от общения с людьми. Я уверен твердо: если ты несколько месяцев живешь в стране, куда тебя приглашают сниматься, значит, обязан уважать ее культуру, язык. Так у меня было в Сербии, в Польше. При этом я никакой не полиглот. Родом из семьи военных. Мама хоть и врач, но «целый подполковник», папа — кадровый военный.» |
У 2006 році зіграв роль військового — старшого лейтенанта Дороніна — в серіалі про долю російських десантників у гарячій точці 6-ї роти в Чечні «Грозові ворота», знятого за повістю О. Тамонікова. Також Пашинін знявся у таких відомих[кому?] фільмах як «Ми з майбутнього», «Відданий друг», «Ґудзик», «Будинок з сюрпризом», «Шукачі пригод» та інші.

## Громадянська позиція
За власним визнанням, відвідував Євромайдан; висловлювався на підтримку України в інтернет-зверненні до росіян. У російськомовній телепередачі «Иду на ты» висловив думку, що акторство також є громадською позицією, яку він свідомо займає. Після того, повернувся до України.
У грудні 2014 року, під час Російсько-української війни зустрівся з одним із захисників Донецького аеропорту «кіборгом» Євгеном Жуковим (позивний «Маршал») і висловив своє захоплення героїзмом українських бійців.
У 2015 році заявив, що забороняє називати його російським актором.
У 2017 році перебував на передовій добровольцем Збройних сил України.
У грудні 2018 року знявся у головній ролі художньо-документального фільму режисера Костянтина Слободянюка «Ліцензія на злочини», який присвячений методам підготовки релігійних екстремістів у Росії. Зйомки фільму проходили в Одесі, прем'єра відбулась 22 лютого 2019 року.

## Фільмографія

### Ролі в кіно
| Рік  | Фільм                    | Роль                                                              | Примітки       |
| ---- | ------------------------ | ----------------------------------------------------------------- | -------------- |
| 2001 | Левова частка            |                                                                   | Епізод         |
| 2002 | Next 2                   | Охоронець у супермаркеті                                          | немає в титрах |
| 2002 | Навіть не думай!         | Гоша                                                              |                |
| 2002 | Чоловіча робота 2        |                                                                   | Епізод         |
| 2002 | Провінціали              | Павло Новіков, боксер                                             | Головна роль   |
| 2003 | Бажана                   |                                                                   | Епізод         |
| 2003 | Інструктор               | Міня                                                              | Головна роль   |
| 2003 | Вогнеборці               | Боря Зубов                                                        |                |
| 2003 | Ундіна                   | Діма                                                              |                |
| 2005 | Право на любов           | Сергій Нестеренко                                                 |                |
| 2005 | Украдене щастя           | Михайло Гурман                                                    | Головна роль   |
| 2006 | Все включено             | Сергій                                                            | Головна роль   |
| 2006 | Грозові ворота           | Олександр Володимирович Доронін, старший лейтенант, командир роти | Головна роль   |
| 2007 | Закон мишоловки          | Вадим                                                             | Головна роль   |
| 2008 | Адмірал                  | Ростислав Огнівцев                                                |                |
| 2008 | Брати-Детективи          | Федір Стрельцов                                                   | Головна роль   |
| 2008 | Ми з майбутнього         | солдат Сердюк                                                     |                |
| 2008 | На даху світу            | Анатолій                                                          | Головна роль   |
| 2008 | Відданий друг            | Ігор                                                              | Головна роль   |
| 2008 | Ґудзик                   | Денис                                                             | Головна роль   |
| 2009 | Адмірал                  | Ростислав Огнівцев                                                |                |
| 2009 | Другі                    | капітан Павло Кочубей                                             |                |
| 2009 | Будинок із сюрпризом     | Микола Маслов                                                     | Головна роль   |
| 2009 | Коли розтанув сніг       | Олексій Капустін                                                  |                |
| 2010 | Шукачі пригод            | Ден, льотчик                                                      | Головна роль   |
| 2010 | Втеча                    | охоронець Сичов                                                   |                |
| 2010 | Я тебе нікому не віддам  | Саша Лапін, чоловік Світлани                                      |                |
| 2011 | Говорить поліція!        | Жора Капікян                                                      | Головна роль   |
| 2011 | Казнокради               | Юрій Константинов                                                 |                |
| 2011 | МУР. Третій фронт        | Артем Коробов                                                     |                |
| 2011 | Розплата                 | Павло Широков (Паштет)                                            | Головна роль   |
| 2012 | Втеча-2                  | Сичов                                                             |                |
| 2012 | Нічні ластівки           | Куракін, майор                                                    |                |
| 2012 | Шукачі пригод            | Ден                                                               | Головна роль   |
| 2012 | Ікона                    | Станіслав                                                         |                |
| 2012 | Попелюшка                | Гість на вечірці                                                  |                |
| 2013 | Кохання на мільйон       | Макс                                                              | Головна роль   |
| 2013 | Партія для чемпіонки     | Олексій, чоловік Жені, фотограф                                   |                |
| 2014 | Замок на піску           | Кирило                                                            |                |
| 2017 | Правило бою              | Онисим                                                            |                |
| 2017 | Посттравматична рапсодія | Манштейн                                                          | Епізод         |
| 2019 | Ліцензія на злочини      | лідер російського екстремістського угрупування                    | Головна роль   |

### Продюсер
| Рік  | Фільм         | Роль     | Примітки |
| ---- | ------------- | -------- | -------- |
| 2008 | На даху світу | Продюсер |          |

### Робота у відеокліпах
| Рік  | Гурт                   | Назва     | Роль         |
| ---- | ---------------------- | --------- | ------------ |
| 2019 | Танок на майдані Конґо | Мій демон | Головна роль |